# Mörk kartlav
Mörk kartlav (Rhizocarpon obscuratum) är en lavart som först beskrevs av Erik Acharius, och fick sitt nu gällande namn av A. Massal. Rhizocarpon obscuratum ingår i släktet Rhizocarpon och familjen Rhizocarpaceae.   Inga underarter finns listade i Catalogue of Life.
I den svenska databasen Dyntaxa används istället namnet Rhizocarpon roridulum för samma taxon.  Arten är reproducerande i Sverige.